# Chicken picking

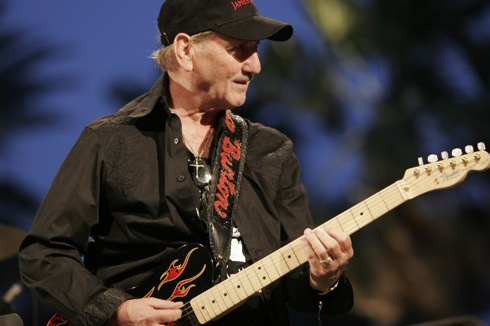
James Burton tocando en una guitarra Fender telecaster, la más usada en esta técnica y en estilo musical country

"Chicken picking" es una técnica de guitarra que consiste en tocar con la púa y los dedos inferiores de la misma mano que están libres, lo que le da un particular sonido al ejecutarse de "cacareo de pollo", usada frecuentemente en la música country. Esta técnica la creó James Burton en el año 1957, en su primer álbum "Oh Suzy-Q!".
- Datos: Q569327